# Louis Zimmer
Pour les articles homonymes, voir Louis et Zimmer.
Louis Zimmer (Lierre 8 septembre 1888 - Lierre 12 décembre 1970) est un horloger et astronome amateur belge. 
Fils d'horloger, Louis Zimmer est lui-même horloger, autodidacte en astronomie et constructeur de trois chefs-d'œuvre de renommée mondiale : l' Horloge du Centenaire, le Studio Astronomique et l'Horloge Astronomique.
C'est à l'occasion du centenaire de l'indépendance de la Belgique en 1930 que Louis Zimmer fait don d'une horloge à sa ville natale, fruit de cinq ans de travail, d'où son nom : Horloge du Centenaire. La ville de Lierre fait restaurer l'ancienne tour Cornélius afin d'y installer l'horloge de Louis Zimmer. L'horloge est inaugurée le 29 juin 1930. Rapidement, la tour prend le nom de Tour Zimmer.
L'horloge du Centenaire indique non seulement l'heure légale en Belgique, mais également le temps universel, le cycle lunaire, l'équation du temps, le zodiaque, le cycle solaire, les semaines, la rotation du globe, les mois, les dates, les saisons, les marées de la Nèthe à Lierre, l'âge de la lune et les phases de la lune. L'horloge compte un total de 57 cadrans dont 13 se trouvent à l'extérieur de la tour.
Louis Zimmer corrigea également le carillon de l'église Saint-Gommaire de Lierre. Par la suite, il développa un système d'enclenchement automatique de l'éclairage de la tour de l'église.
L'ignorance du grand public en ce qui concerne le système solaire amena Louis Zimmer à réaliser la construction d'un Studio Astronomique. Il fut achevé en 1932 et installé au premier étage de la tour.  
L'horloge du centenaire et le studio astronomique sont commandés et actionnés par la même horloge-mère.
En 1935 Louis Zimmer construisit une version plus développée de son horloge pour l'Exposition universelle de Bruxelles.  Celle-ci est nommée « l'Horloge Astronomique ». Après l'Exposition universelle, cette horloge est envoyée aux États-Unis pour le World Fair de New York. Un pavillon est construit spécialement à côté de la tour par la ville de Lierre pour y installer l'Horloge Astronomique, et inauguré en 1960. Cette horloge d'une hauteur de 4,87 m pèse 2 041 kg, possède 93 cadrans et 14 automates. Le pavillon accueille également l'ancien atelier de Louis Zimmer.
Louis Zimmer devient citoyen d'honneur de la ville de Lierre le 13 juin 1970. Il meurt six mois plus tard à 82 ans.
Un astéroïde est baptisé en la mémoire de Louis Zimmer, l'astéroïde (3064) Zimmer.